# Джованні Доменіко да Нола
Джов'анні Дом'еніко да Н'ола італ. Giovanni Domenico da Nola), також Нолла (італ. Nolla) (Нола 1510-20 — травень 1592) — італійський поет та композитор доби Відродження.

## Біографія
Джовані Доменіко да Нола народився в місті Нола, на що вказує його ім'я — з Ноли, або Нольський. Був одним з фундаторів Accademia dei Sereni у 1546-1547 роках, де познайомився з Луїджі Дентіче та маркізом делла Терца, який був покровителем Орландо ді Лассо.
1 лютого 1563 року був призначений капельмейстером базиліки Сантиссіма Аннунціата Маджоре у Неаполі (посада, що він її обіймав до смерті 29 років по тому). Викладав також спів жінкам лікарень при Аннунціаті та дияконам семінарії.
Перша публікація Ноли, у 1541 році, складалась з двох книг «Канцони віланели» (італ. Canzoni villanelle), до яких увійшло 31 віланел та 11 маскерат. Вони були написані під великим впливом сучасників; їх аранжування увібрало в себе риси стилю Лассо, Губерта Валранта, Адріана Вілларта, Бальдассаре Донато, Періссоне Камбйо та Антоніо Сканделло. При ліричній формі ці твори часто є комічними, компонуються з використанням діалектів та місцевих виразів; музичне в них мистецьки застосовується імітація та зумисні паралельні квінти.
У 1545 році Нола опублікував книгу мадригалів, що складалася з 29 творів; 22 з них — адаптації Петрарки: один мадригал, шість канцон та п'ятнадцять сонетів. Ці праці демонструють рівновагу імітаційної та гомофонної, фактур, і спосіб застосування альтерації задля підвищення музичної напруги. Нола часто використовував звичайний для його часу стиль note nere. Пізніше опублікував другу книгу мадригалів на п'ять голосів; інші дві книги мадригалів втрачені. Він також вніс мадригали до поетичних антологій і деякі з його поем були опубліковані без музики.
Повний корпус Ноли, що добувся нашого часу, був відредагований Л. Каммарота (L. Cammarota) та виданий у 1973 році.

## Твори

### Сакральні
- Liber primus motectorum (Венеція, 1549, 5 голосів) — неповний
- Cantiones vulgo motecta appellatae (Венеція, 1575, 6 голосів) — втрачений

### Світські
- Canzoni villanelle (Венеція, 1541) — єдина вціліла копія збереглась в одній польській бібліотеці
- Madrigali (Венеція, 1545, 4 голоси)
- Il secondo libro de madrigali (Друга книга мадригалів) (Рим, 1564, 5 голосів) — неповна
- Il primo libro delle villanelle alla napolitana (Перша книга неаполітанських віланел) (Венеція, 1567, 3 та 4 голоси)
- Il quarto libro di madrigali (Четверта книга мадригалів) (5 та 6 голосів) — втрачена
- 5 Napolitane (Наполітан, Неаполітанок), три табулатур для лютні
- 15 мадригалів опублікованих або скопійованих в іншому місці